# Rafelcofer
Rafelcofer település Spanyolországban, Valencia tartományban. Rafelcofer Bellreguard, Almoines, L’Alqueria de la Comtessa, La Font d’en Carròs, Beniarjó és Beniflà községekkel határos. Lakosainak száma 1374 fő (2024).

## Népesség
A település népessége az utóbbi években az alábbiak szerint változott:
| Lakosok száma | 1397 | 1395 | 1505 | 1510 | 1472 | 1404 | 1375 | 1345 | 1386 | 1374 |
|               | 2001 | 2004 | 2007 | 2009 | 2012 | 2014 | 2017 | 2019 | 2022 | 2024 |